# Kim Sanders

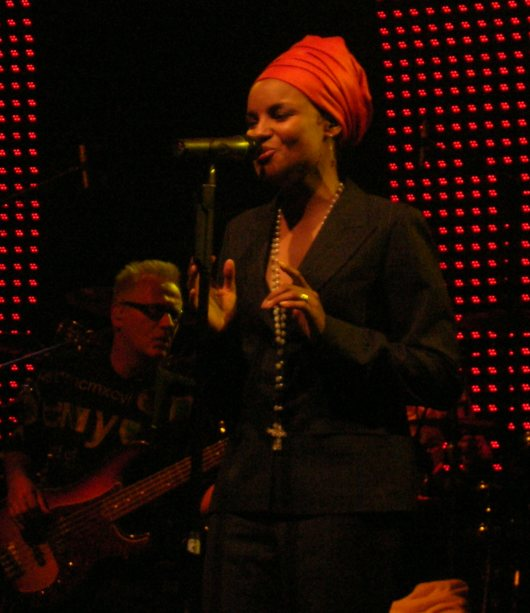
Kim Sanders (2006)

Kim Sanders (* 24. Oktober 1968 in East Chicago, Indiana) ist eine US-amerikanische Sängerin und Komponistin, die seit 1989 in Deutschland lebt. Während der 1990er und 2000er Jahre war sie in verschiedenen Dancefloor-Produktionen zu hören, unter anderem Culture Beat, Captain Hollywood Project, Loft, Schiller und Karl Keaton.

## Leben
Kim Sanders wurde in ihrer frühen Kindheit vielfach durch ihren Stiefvater misshandelt, über den sie später berichtete:

„Mein Stiefvater war ein sehr gemeiner, kalter und angsteinflössender Mann. Allein seine Gegenwart rief Schrecken hervor, seine Strafen waren unmenschlich.“

In der Folge litt Sanders zudem an Depressionen, Magersucht und Schulproblemen.
Während ihrer Zeit an der High School spielte Sanders bei verschiedenen Musicals mit. Sie begann mit 15 Jahren professionell zu singen und schrieb mit 17 Jahren ihre ersten eigenen Songs. Sie betreute für ein Jahr die US-Jugendfernsehshow UpBeat, bevor sie 1989 mit ihrer Mutter und ihren Geschwistern von den Vereinigten Staaten ins deutsche Heidelberg zog. Sanders wirkte zunächst an Studioaufnahmen mit, bei denen ihre Stimme als Second Voice eingesetzt wurde. Erste bekanntere Produktionen waren Show Me mit Torsten Fenslau, Hold On mit Loft und Impossible mit Captain Hollywood Project. Im Jahr 1993 schaffte es die Sängerin mit ihrer Single Show Me für neun Wochen in die deutschen Singlecharts. Im Jahr 1994 schaffte sie es mit Ride ein weiteres Mal in die deutschen Charts und verblieb dort für zwei Wochen. Von 1998 bis 1999 war sie Frontsängerin bei Culture Beat, für die sie unter anderem die Titel Pay No Mind und Rendez-Vous sang. All diese Produktionen werden der Musikrichtung Eurodance zugeordnet.
Seit dem Jahr 2000 war Sanders mehrmals Gastsängerin beim Ambient-Projekt Schiller. Sie ist auf mehreren Alben des Musikprojekts zu hören und nahm auch an den Tourneen teil. Zweimal konnte sie mit Schiller Charthits landen. 2004 nahm Sanders mit Milú und Heppner den Titel Aus Gold auf. Außerdem arbeitete sie mit Produzenten und Künstlern wie Nicola Conte und Till Brönner zusammen.
Ihre 2003 veröffentlichte Single Something About You konnte sich trotz viel Airplay nicht in den Verkaufs-Charts platzieren, da der Plattenfirma ein Fehler mit dem Barcode unterlaufen war.
Im Jahr 2003 erschien auch ihr erstes Solo-Album Pretty on Edge, das von Gerret Frerichs produziert wurde. Den Song Release auf diesem Album widmete sie der 2001 tödlich verunglückten Sängerin Melanie Thornton.
2009 nahm sie gemeinsam mit dem deutschen Jazz-Schlagzeuger Wolfgang Haffner einen Titel für dessen Album Round Silence auf: It's Not Safe, erschienen bei ACT Music.
Im Jahre 2009 veröffentlichte Sanders ihr zweites Soloalbum A Closer Look, das im Frühjahr 2010 mit dem Preis der deutschen Schallplattenkritik in der Kategorie „Black Music“ ausgezeichnet wurde. Ab Ende 2011 nahm sie an der ersten Staffel der deutschen Gesangs-Castingshow The Voice of Germany teil, bei der sie sich für das Team von Nena entschied. Am 10. Februar 2012 erreichte Sanders im Finale den zweiten Platz.
2013 zog Kim Sanders in die niedersächsische Landeshauptstadt Hannover. Nachdem sie im Jahr 2017 Botschafterin des Deutschen Kindervereins geworden war, veröffentlichte sie ihren bereits 2003 mit ihrem Kollegen Marcus Brosch geschriebenen Song Father, in dem sie ihre in der Kindheit erlittenen Misshandlungen durch ihren Stiefvater aufgriff.
Seit 2023 spielt sie im Hauptcast von Tina – Das Tina Turner Musical in Stuttgart, eine Adaption auf das Leben von Rock-Legende Tina Turner, die Mutter von Anna Mae Bullock alias Tina Turner.

## Diskografie

### Studioalben
- 2003: Pretty on Edge
- 2009: A Closer Look

### Singles
| Jahr | Titel Album                                | Höchstplatzierung, Gesamtwochen, AuszeichnungChartplatzierungen (Jahr, Titel, Album, Platzierungen, Wochen, Auszeichnungen, Anmerkungen) | Höchstplatzierung, Gesamtwochen, AuszeichnungChartplatzierungen (Jahr, Titel, Album, Platzierungen, Wochen, Auszeichnungen, Anmerkungen) | Höchstplatzierung, Gesamtwochen, AuszeichnungChartplatzierungen (Jahr, Titel, Album, Platzierungen, Wochen, Auszeichnungen, Anmerkungen) | Höchstplatzierung, Gesamtwochen, AuszeichnungChartplatzierungen (Jahr, Titel, Album, Platzierungen, Wochen, Auszeichnungen, Anmerkungen) | Anmerkungen                                                  |
| Jahr | Titel Album                                | DE | AT | CH | US | Anmerkungen                                                  |
| ---- | ------------------------------------------ | --- | --- | --- | --- | ------------------------------------------------------------ |
| 1993 | Show Me                                    | DE33 (9 Wo.)DE | — | — | — | Erstveröffentlichung: September 1993                         |
| 1993 | Hold On Wake the World                     | DE21 (20 Wo.)DE | AT26 (4 Wo.)AT | CH30 (10 Wo.)CH | — | Erstveröffentlichung: November 1993 mit Loft                 |
| 1994 | Ride                                       | DE87 (2 Wo.)DE | — | — | — | Erstveröffentlichung: Oktober 1994                           |
| 1998 | Jealousy                                   | — | — | — | US89 (10 Wo.)US | Erstveröffentlichung: Januar 1998                            |
| 1998 | Pay No Mind Metamorphosis                  | DE27 (10 Wo.)DE | AT37 (2 Wo.)AT | — | — | Erstveröffentlichung: Februar 1998 mit Culture Beat          |
| 1998 | Rendez-vous Metamorphosis                  | DE53 (9 Wo.)DE | AT38 (2 Wo.)AT | — | — | Erstveröffentlichung: Juni 1998 mit Culture Beat             |
| 1998 | You Belong Metamorphosis                   | DE77 (9 Wo.)DE | — | — | — | Erstveröffentlichung: Oktober 1998 mit Culture Beat          |
| 2001 | Dancing with Loneliness Weltreise          | DE73 (1 Wo.)DE | — | — | — | Erstveröffentlichung: November 2001 mit Schiller             |
| 2004 | Aus Gold No Future in Gold                 | DE73 (5 Wo.)DE | — | — | — | Erstveröffentlichung: Dezember 2004 mit Milù & Peter Heppner |
| 2008 | Let Me Love You Sehnsucht                  | DE63 (3 Wo.)DE | — | — | — | Erstveröffentlichung: Mai 2008 mit Schiller                  |
| 2012 | Killing Me Softly with His Song            | DE57 (2 Wo.)DE | — | — | — | Erstveröffentlichung: Januar 2012                            |
| 2012 | Empire State of Mind (Part II) Broken Down | DE54 (2 Wo.)DE | — | — | — | Erstveröffentlichung: Februar 2012                           |
| 2012 | Haunted                                    | DE13 (3 Wo.)DE | AT37 (1 Wo.)AT | CH34 (2 Wo.)CH | — | Erstveröffentlichung: Februar 2012                           |

Weitere Singles:
- 1994: Tell Me That You Want Me
- 2001: Food for Thoughts
- 2003: Something About You
- 2003: Tricky

### Gastbeiträge
Mit Schiller:
- 2001: Distance (Album: Weltreise)
- 2003: Delicately Yours (Album: Leben)
- 2005: I Know und I Saved You (Album: Tag und Nacht)
- 2008: Forever (Album: Sehnsucht)
- 2010: Under My Skin (Album: Atemlos)

Weitere:
- 1993: Impossible (Vocals bei Captain Hollywood Project)
- 1995: Out Of My Head (mit Steven Levis Project & Nosie Katzmann)
- 2005: Still Here and Him & Her (mit Aural Float, Album: Beautiful Someday)
- 2007: Nature Boy (mit Till Brönner & Don Grusin, Album: The Christmas Album)
- 2012: Deserve to be Alone (mit Peter Heppner, Album: My Heart of Stone)
- 2014: Light a Light (& Cristobal & Marquardt Petersen)
- 2018: You Don’t Love Me (mit Peter Heppner, Album: Confessions & Doubts)
- 2019: The Best Of Me (Plan International featuring Kim Sanders)
- 2023: Turn the Lights Down Low (Torsten Goods featuring Kim Sanders, Album: Soul Searching)